# Matt Salinger
Matthew Robert Salinger (geboren 13. Februar 1960 in Windsor, Vermont) ist ein US-amerikanischer Schauspieler, Filmproduzent sowie literarischer Nachlassverwalter seines Vaters J. D. Salinger.

## Leben
Matt Salinger ist der Sohn des US-amerikanischen Schriftstellers J. D. Salinger und seiner zweiten Frau Claire Douglas, seine Schwester Margaret Salinger wurde 1955 in derselben Ehe, die 1966 geschieden wurde, geboren. Matt Salinger ist seit 1985 mit Betsy Jane-Becker verheiratet, sie haben zwei Kinder.
Salinger besuchte die Phillips Academy und studierte an der Columbia University mit einem B.A. in Kunstgeschichte (1983). Im Jahr 1984 machte er sein Filmdebüt in der Kinokomödie Die Rache der Eierköpfe. 1990 erhielt er die Titelrolle im Film Captain America, der Film geriet allerdings zum Flop und Salingers Filmkarriere kam ins Stocken. Es folgten anschließend kleinere Nebenrollen in den Filmen Hinter dem Horizont, Unter der Sonne der Toskana und Learning to Drive – Fahrstunden fürs Leben. Zudem trat er in mehreren Folgen der Serien Picket Fences – Tatort Gartenzaun und 24 auf.
Neben seiner Schauspielkarriere wirkte Salinger als Filmproduzent an den Independent-Filmen Nichts als Trouble mit den Frauen, Plan B und Let the Devil Wear Black mit. Im Jahr 2000 produzierte er Off-Broadway das Theaterstück The Syringa Tree, das mehrfach ausgezeichnet wurde.
Seine Schwester veröffentlichte im Jahr 2000 die Familienautobiografie Dream Catcher, von der er sich wegen der darin enthaltenen Kritik am Vater in einer Stellungnahme im New York Observer distanzierte.
Nach dem Tod seines Vaters 2010 reduzierte er seine Schauspielaktivitäten und kümmert sich seither gemeinsam mit der Salingerwitwe Colleen O’Neill um den literarischen Nachlass J. D. Salingers. Im Januar 2019 gewährte er der  britischen Zeitung The Guardian ein Interview und machte Andeutungen über den Umfang des Nachlasses und ungefähre Angaben, dass bis 2030 weitere Werke erscheinen werden.

## Filmografie (Auswahl)
Als Schauspieler
- 1984: Die Rache der Eierköpfe (Revenge of the Nerds)
- 1986: Power – Weg zur Macht (Power)
- 1987: Die Spur des Bösen (Deadly Deception; Fernsehfilm)
- 1989: Die Reise nach Tarzania (Options)
- 1990: Captain America
- 1993: Picket Fences – Tatort Gartenzaun (Picket Fences; Fernsehserie, 3 Folgen)
- 1993–1994: Second Chances (Fernsehserie, 6 Folgen)
- 1998: Hinter dem Horizont (What Dreams May Come)
- 2003: Unter der Sonne der Toskana (Under the Tuscan Sun)
- 2004–2005: 24 (Fernsehserie, 2 Folgen)
- 2005: The Marksman – Zielgenau (The Marksman)
- 2008: Criminal Intent – Verbrechen im Visier (Law & Order: Criminal Intent; Fernsehserie, Folge Legacy)
- 2010: Dr. House (Fernsehserie, Folge Now What?)
- 2010: Ein letzter Sommer – Harvest (Harvest)
- 2014: Learning to Drive – Fahrstunden fürs Leben (Learning to Drive)
- 2017: Love After Love
- 2019: Spion aus Berufung (Liberté: A Call to Spy)
- 2021: The Ice Road

Als Produzent
- 1994: Fortunes of War (auch Schauspieler)
- 1996: Nichts als Trouble mit den Frauen (Mojave Moon)
- 1999: Black Devil (Let the Devil Wear Black, auch Schauspieler)
- 2001: Plan B
- 2007: Bis später, Max! (Love Comes Lately)